# Millemont
Millemont és un municipi francès, situat al departament d'Yvelines i a la regió de Illa de França. L'any 2007 tenia 246 habitants.
Forma part del cantó d'Aubergenville, del districte de Rambouillet i de la Comunitat de comunes Cœur d'Yvelines.

## Demografia

### Població
El 2007 la població de fet de Millemont era de 246 persones. Hi havia 95 famílies, de les quals 28 eren unipersonals (8 homes vivint sols i 20 dones vivint soles), 24 parelles sense fills, 39 parelles amb fills i 4 famílies monoparentals amb fills.
La població ha evolucionat segons el següent gràfic:
Habitants censats

### Habitatges
El 2007 hi havia 120 habitatges, 97 eren l'habitatge principal de la família, 11 eren segones residències i 12 estaven desocupats. 117 eren cases i 3 eren apartaments. Dels 97 habitatges principals, 81 estaven ocupats pels seus propietaris, 10 estaven llogats i ocupats pels llogaters i 6 estaven cedits a títol gratuït; 6 tenien dues cambres, 7 en tenien tres, 14 en tenien quatre i 71 en tenien cinc o més. 78 habitatges disposaven pel capbaix d'una plaça de pàrquing. A 41 habitatges hi havia un automòbil i a 53 n'hi havia dos o més.

### Piràmide de població
La piràmide de població per edats i sexe el 2009 era:
| Homes | Edats   | Dones |
| ----- | ------- | ----- |
| 0     | 95 o +  | 0     |
| 0     | 90 a 94 | 4     |
| 0     | 85 a 89 | 0     |
| 0     | 80 a 84 | 0     |
| 4     | 75 a 79 | 4     |
| 0     | 70 a 74 | 0     |
| 4     | 65 a 69 | 8     |
| 8     | 60 a 64 | 4     |
| 4     | 55 a 59 | 4     |
| 8     | 50 a 54 | 12    |
| 24    | 45 a 49 | 20    |
| 0     | 40 a 44 | 8     |
| 0     | 35 a 39 | 4     |
| 8     | 30 a 34 | 4     |
| 4     | 25 a 29 | 0     |
| 8     | 20 a 24 | 8     |
| 13    | 15 a 19 | 13    |
| 4     | 10 a 14 | 12    |
| 0     | 5 a 9   | 8     |
| 0     | 0 a 4   | 0     |

## Economia
El 2007 la població en edat de treballar era de 174 persones, 126 eren actives i 48 eren inactives. De les 126 persones actives 114 estaven ocupades (65 homes i 49 dones) i 12 estaven aturades (6 homes i 6 dones). De les 48 persones inactives 11 estaven jubilades, 25 estaven estudiant i 12 estaven classificades com a «altres inactius».

### Ingressos
El 2009 a Millemont hi havia 94 unitats fiscals que integraven 235 persones, la mediana anual d'ingressos fiscals per persona era de 32.141 €.

### Activitats econòmiques
Dels 9 establiments que hi havia el 2007, 1 era d'una empresa de comerç i reparació d'automòbils, 1 d'una empresa de transport, 1 d'una empresa d'hostatgeria i restauració, 4 d'empreses d'informació i comunicació, 1 d'una empresa immobiliària i 1 d'una empresa de serveis.
Dels 2 establiments de servei als particulars que hi havia el 2009, 1 era un restaurant i 1 saló de bellesa.
L'únic establiment comercial que hi havia el 2009 era una llibreria.

## Poblacions més properes
El següent diagrama mostra les poblacions més properes.